# Novozelandski morski lev
Novozelandski morski lev (znanstveno ime Phocarctos hookeri), nekoč znan kot Hookerjev morski lev in kot pakake ali whakahao (samec) ali kake (samica) v maorščini, je vrsta morskega leva, ki je endemična za Novo Zelandijo in gnezdi zlasti na novozelandskih podantarktičnih otokih Auckland in Campbell, v zadnjih letih pa se počasi širi in ponovno kolonizira okoli obale novozelandskega Južnega ter Stewartovega otoka. Novozelandski morski lev šteje okoli 12.000 osebkov in je ena najredkejših vrst morskih levov na svetu. So edina vrsta iz rodu Phocarctos.